# 野口晴哉
野口 晴哉（のぐち はるちか、1911年（明治44年）9月 - 1976年（昭和51年）6月22日）は、日本の整体指導者で野口整体の創始者。

## 来歴
東京府東京市下谷区上野に職人の、9人兄弟の子供の次男として生まれる。12歳のときに関東大震災に被災し、このとき本能的に手をかざして治療をしたことを契機に、治療家を目指したという。後に霊術家の松本道別に学ぶ。17歳で「自然健康保持会」を設立、入谷に道場を開き門人を育てた。1943年（昭和18年）には手技療術の法制化を目的とした組織「整体操法制定委員会」の設立に携わり、議長を務める。多種多様な手技療術の中から有用な技術を抽出し、その標準型として整体操法をまとめあげた。1947年には指導者養成のため「整体操法協会」を設立。療術界で中心的役割を果たした。一説には「整体」という言葉は野口の発明とされる（大正時代に山田信一が最初に使ったという説もあるが、この語を広く普及させたのは野口の活動である）。なお、整体操法制定委員会は諸療術の専門家（カイロプラクティック、オステオパシー、スポンデラテラピー、脊髄反射療法、健体術、手足根本療法など）によって構成されており、後述の山田信一も名を連ねている。
昭和20年代後半には、人間の感受性研究の成果として体癖論や活元運動、潜在意識教育といった独自の概念と方法論を提唱した。1956年（昭和31年）に旧文部省の認可を受けて社団法人整体協会を創立。昭和30年代に治療を志向することを捨て、自らの活動を「体育」であると位置付けるようになった。今日では、野口のまとめた整体はいろいろな治療法の混在したままの一般的ないわゆる「整体」から区別するために、特に外部の人間からは野口整体と呼ばれる（野口自身は「整体」という呼称しか用いていない）。野口は多くの後進の整体指導者を育て上げた。
野口の唱える体癖分類において、本人は典型的な9種体癖であった（より正確には、捻れ体癖の混じった9種捻れ）。熱烈なクラシック音楽愛好家であり、スズキ・メソードの鈴木鎮一と親交があった他、カザルスの音楽をこよなく愛していたという。
夫人は、元首相で公爵近衛文麿の娘の野口昭子であり、書籍出版の面から夫の仕事を支えた。三男の野口裕介（ロイ先生、2014年8月23日没）は社団法人整体協会の本部講師として整体指導にあたり、次男の野口裕之（ダン先生）は社団法人整体協会内の身体教育研究所所長を務める。
音楽家の坂本龍一にも大きな影響を与えたといわれている。

## 弟子
- 金井省蒼(整体協会 整体操法段位 四段位 元整体コンサルタント 気・自然健康保持会主宰)
- 二宮進(整体協会 整体操法段位 参段位 元整体コンサルタント 二宮整体アカデミー主宰)
- 津田逸夫 (en:Itsuo Tsuda)(整体コンサルタントではないが、フランスを中心にヨーロッパにて整体法を広めた)
- 岡島瑞徳　(整体協会 整体操法段位　無段位 元演劇家 中心感覚研究会主宰)

（自伝的な著作である『ヨガと整体』の記述によると、野口晴哉存命中の初等講座と高等講座を受講した後に、野口晴哉が死去してしまったため「野口先生のご次男、野口裕之先生に引き合わせて戴き、裕之先生のご好意で「そんなに整体を勉強したいなら、まあ、東京支部に顔を出してみたら」と破格の厚遇をして戴けることとなった。東京支部とは整体指導者とそれを目指す受講生が集まる勉強会で、その頃は裕之先生がご講義をされていた。」とあり岡島の実質的な整体の技術の多くは当時の野口裕之の講義由来のものであったことがうかがえる。その後「整体協会でも次第に私や私の会の人間への眼が厳しくなっていった。やがて私は「ヨガのような療術、健康法を生業とするものは、療術とは完全に縁を切った、整体法の専門家の勉強機関である東京支部等から排除する」という協会側の方針決定によって出入りが出来ないこととなった。」とあるが、しかし「野口裕之先生の創始された「動法」の講座で、この拇指の面白い訓練法を教えて戴いたことがある」との記述もあり、実態としては90年代以降にも協会に出入りしていたようで、同時に野口裕之によって創られた動法の影響も受けており、その立場は非常に特殊なものであったようだ。）

## 著書
- 『風邪の効用』（全生社、1962年、ちくま文庫 ISBN 4-480-03807-8 2003年）
- 『叱言以前』（全生社、1962年）
- 『健康の自然法』（整体協会出版部、1963年）
- 『潜在意識教育』（整体協会出版部、1966年）
- 『整体入門』（東都書房 1968年、講談社 1976年、ちくま文庫 ISBN 4-480-03706-3 2002年）
- 『育児の本』（全生社、1969年）
- 『躾の時期』（全生社、1970年）
- 『叱り方褒め方』（全生社、1970年）
- 『病人と看病人』（全生社、1971年）
- 『体癖』1・2（全生社、1971年、1979年、『体癖』ちくま文庫 ISBN 978-4-480-43044-1 2013年）
- 『体運動の構造』1・2（全生社、1971年、1979年）
- 『人間の探求』（全生社、1974年）
- 『健康生活の原理』（全生社、1976年）
- 『整体法の基礎』（全生社、1977年）
- 『背く子背かれる親』（全生社、1977年）
- 『治療の書』（全生社、1977年）
- 『誕生前後の生活』（全生社、1978年）
- 『嫁と姑』（上・下）（全生社、1979年）
- 『碧巌ところどころ』（全生社、1981年）
- 『思春期』（全生社、1982年）
- 『偶感集』（全生社、1986年）
- 『愉気法』１・2（全生社、1986年、2006年）
- 『女である時期』（全生社、1993年）
- 『風声明語』1・2（全生社、1995年、2000年）
- 『大絃小絃』（全生社、1996年）
- 『療病談義』（自然健康保持会）
- 『続・療病談義』（自然健康保持会）
- 『療病談義 3』（自然健康保持会）
- 『語録』（無薬時代社）
- 『野口晴哉著作全集』（全11巻、全生社、1983年-）